# ۶۰۳ (خورشیدی)
۶۰۳ ششصد و سومین سال هجری خورشیدی است.